# 36 Crazyfists
36 Crazyfists (auch bekannt unter dem Kürzel 36CF) war eine Metalcore-Band aus Anchorage, Alaska, deren Bandname aus dem Jackie-Chan-Film The 36 Crazy Fists aus dem Jahre 1977 stammt.

## Geschichte
Inspiriert von Bands wie Metallica, Deftones und Only Living Witness gründeten Sänger Brock Lindow, Gitarrist Ryan Brownell, Bassist JD Stuart und Schlagzeuger Thomas Noonan 1994 die Band 36 Crazyfists. Die Idee zum Namen entstand durch den Film The 36 Crazy Fists aus dem Jahre 1977. Es entstand 1995 die erste Demo unter dem Namen Boss Buckle, woraufhin die Band 1996 nach Portland umzog, um ihren Bekanntheitsgrad zu steigern, wobei kurz vorher Bassist JD Stuart bei einem Autounfall tödlich verunglückte und durch Mick Whitney ersetzt werden musste. 1997 folgte anschließend die erste EP Suffer Tree, gefolgt von einer weiteren Demo namens In the Skin. Im selben Jahr veröffentlichten sie ihre erste LP In the Skin in Eigenregie. Zwei Jahre später erschien mit Demo ’99 die dritte Demo der Band.
Über Freunde in der Band Skinlab kamen sie in Kontakt mit dem Label Roadrunner Records, bei dem sie 2000 einen Plattenvertrag erhielten. Ihr Debütalbum Bitterness the Star erschien 2002 und wurde mit einer US-Tour gemeinsam mit Chimaira, Candiria und God Forbid und einer Europa-Tour mit Killswitch Engage und Five Pointe O promoted.

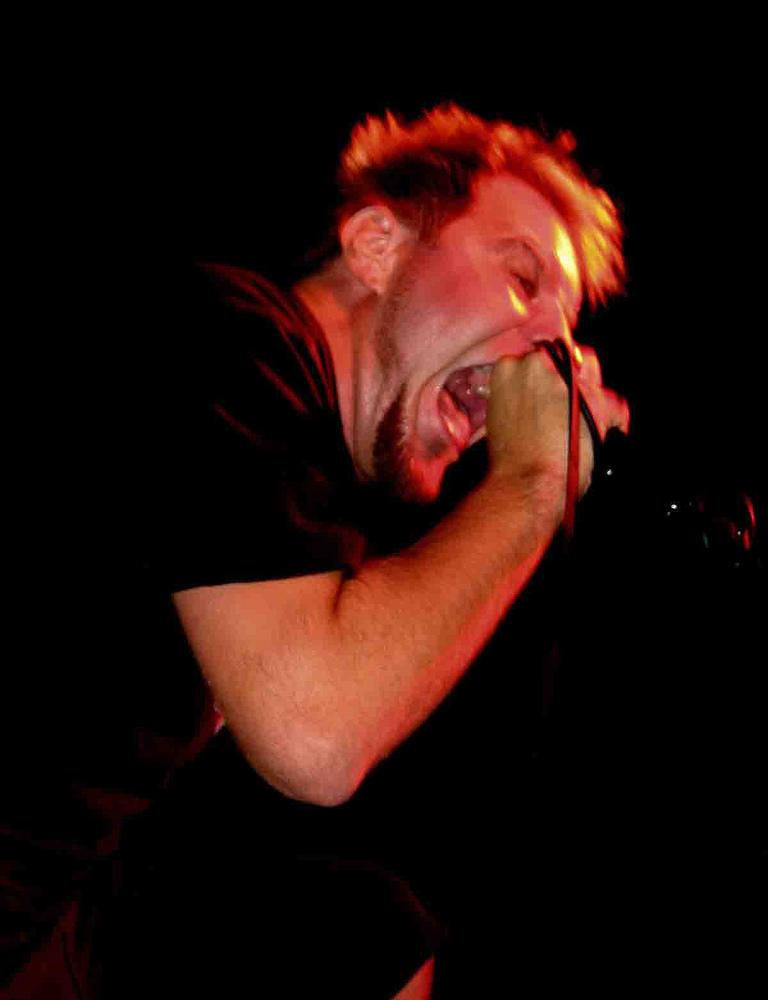
Brock Lindow live bei einem Konzert in Münster

Im März 2004 veröffentlichten sie das zweite Album A Snow Capped Romance wieder bei Roadrunner. Ende des Jahres folgte eine Tour mit Killswitch Engage, From Autumn to Ashes und Bury Your Dead. Kurz nach der Tour fing die Band mit den Arbeiten zum nächsten Album an, welches 2006 unter dem Namen Rest Inside the Flames erschien. An dem Album wirkten sowohl Killswitch-Engage-Sänger Howard Jones, Tom Gomes, der ebenfalls bis 2003 bei Killswitch Engage spielte, so wie Jonah Jenkins von der Band Miltown mit. Zudem erreichte die Band erstmals in der Bandgeschichte in den britischen Charts eine Platzierung.
Im Juli 2007 gab die Band bekannt, dass sie von Roadrunner Records zu Ferret Music gewechselt sind, wo sie am 27. Mai 2008 das Album The Tide and Its Takers veröffentlichten. Nach Auftritten bei Rock am Ring und Rock im Park folgten noch zwei weitere Clubshows mit Emil Bulls in Köln und Kempten (Allgäu). Anschließend verließ Bassist Mick Whitney die Band, um mehr für seine Frau und Kinder da zu sein. Für Live-Auftritte holten die restlichen drei Mitglieder ihren alten Gitarren-Techniker Brett „Buzzard“ Makowski in die Band, welchen sie kurz darauf als festes Mitglied bestätigten.
Am 23. Juli 2010 erschien ihr sechstes Album Collisions and Castaways wieder unter Roadrunner Records, welches von Andy Sneap produziert wurde. Das Album war im Gegensatz zu den Vorgängern wesentlich härter und enthielt auch mehr melodische Elemente. Die Texte, welche von Frontmann Brock Lindow geschrieben worden sind, behandelten hauptsächlich persönliche Ereignisse aus dem Leben des Sängers.
Im Februar 2012 verließ Schlagzeuger und Gründungsmitglied Thomas Noonan die Band und wurde kurz darauf durch Kyle Baltus ersetzt. Im gleichen Jahr kam Mick Whitney nach einer vierjährigen Auszeit zurück.
Im Februar 2015 erschien mit Time and Trauma über Spinefarm Records das siebte Studioalbum der Band. Inhaltlich liegt der Schwerpunkt des Albums auf dem Krebstod der Mutter von Sänger Brock Lindow.
Am 19. März 2021 postete Steve Holt auf seinem persönlichen Facebook-Profil, dass sich die Band aufgelöst habe. Es gab jedoch keine offizielle Bestätigung, und weniger als zwei Wochen zuvor bestätigte Sänger Brock Lindow, dass ein neues Album etwa zur Hälfte geschrieben sei. Einige Wochen später wurde jedoch berichtet, dass die Band ohne Lindow weitermache, obwohl es auch hier keine offizielle Bestätigung gab.
Lindow hat inzwischen eine neue Band namens Paradise Slaves gegründet, die am 30. Oktober 2024 ihre Debütsingle „A Fever To Defeat“ veröffentlichte.

## Diskografie

### Alben
- 1997: In the Skin (Selbstvertrieb)
- 2002: Bitterness the Star (Roadrunner Records)
- 2004: A Snow Capped Romance (Roadrunner Records)
- 2006: Rest Inside the Flames (Roadrunner Records)
- 2008: The Tide and Its Takers (Ferret Records)
- 2010: Collisions and Castaways (Ferret Records / Roadrunner Records)
- 2015: Time and Trauma (Spinefarm Records)
- 2017: Lanterns (Spinefarm Records)

### EPs und Demos
- 1995: Boss Buckle (Demo)
- 1997: Suffer Tree (Demo)
- 1997: In the Skin (Demo)
- 1999: Demo ’99 (Demo)
- 2008: The Oculus (EP)

### Singles
- 2000: Slit Wrist Theory
- 2002: At the End of August
- 2002: Bloodwork
- 2005: Destroy the Map
- 2006: I’ll Go Until My Heart Stops
- 2007: Midnight Swim
- 2008: We Gave It Hell
- 2010: Reviver

### Videoalben
- 2009: Underneath a Northern Sky